# Barbantes (Pungín)
Barbantes (llamada oficialmente Santiago de Barbantes) es una parroquia y una aldea del municipio español de Pungín, en la provincia de Orense, Galicia.

## Organización territorial
La parroquia está formada por diez entidades de población, constando una de ellas en el nomenclátor del Instituto Nacional de Estadística español: 
- A Costa
- A Enfesta
- A Reguenga
- As Telladas
- Barbantes
- Izás
- Lugar de Abaixo
- Lugar de Arriba
- O Cruceiro
- Peimogo

## Demografía
Gráfica demográfica de la aldea y parroquia de Barbantes según el INE español:
| Gráfica de evolución demográfica de Barbantes entre 2000 y 2023 |
|                                                                 |
| Datos según el nomenclátor publicado por el INE.                |